# Fumiyuki Kanda
Fumiyuki Kanda (japanisch 神田 文之 Kanda Fumiyuki; * 29. September 1977 in der Präfektur Yamanashi) ist ein ehemaliger japanischer Fußballspieler.

## Karriere
Kanda erlernte das Fußballspielen in der Schulmannschaft der Kofu Showa High School und der Universitätsmannschaft der Gakugei-Universität Tokio. Seinen ersten Vertrag unterschrieb er 2000 bei den Ventforet Kofu. Der Verein spielte in der zweithöchsten Liga des Landes, der J2 League. Für den Verein absolvierte er 13 Spiele. Danach spielte er bei den FC Horikoshi (2001–2005) und Matsumoto Yamaga FC (2005). Ende 2005 beendete er seine Karriere als Fußballspieler.